# Caboclo de umbanda
Caboclos são uma linha de trabalho de entidades de Umbanda, que se apresentam como indígenas. Incorporam também no candomblé de caboclo, de onde possivelmente são originários.

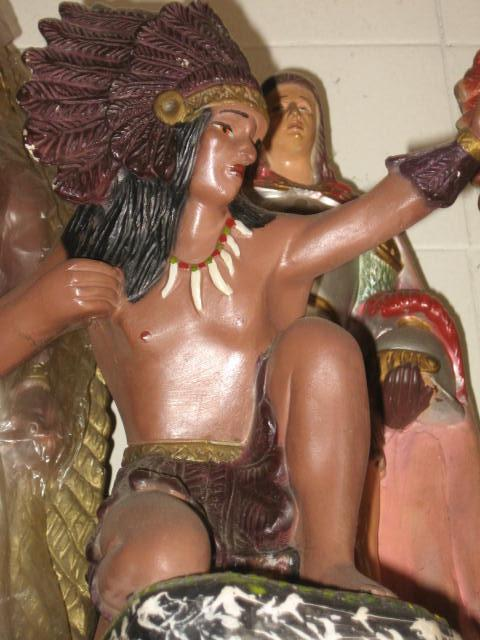
Caboclo Pena-Marrom

## História
Os caboclos estão presentes na Umbanda desde a sua fundação, uma vez que a religião teria sido criada pelo Caboclo das Sete Encruzilhadas.

## Descrição
As entidades assim denominadas que se apresentam nos terreiros de umbanda são espíritos com um certo grau espiritual de evolução.  
São considerados espíritos de índios que já morreram e que viraram guias de luz que voltam à Terra para prestar a caridade ao próximo. Ou almas de pessoas que assumiram a roupagem fluídica de caboclo como instrumento de ideal. São da Linha das Matas. 
Apresentam-se altaneiros, dando o seu grito de guerra e gesticulando como se lançassem suas flechas. Normalmente seus conselhos visam a melhorar o ânimo dos mais necessitados. A imagem quase sempre condiz com a figura do bom selvagem romantizado, belo, puro, nobre e arrojado. São espíritos sérios e bastante contidos. Normalmente os consulentes os tratam com muito respeito e até algum temor. 
Geralmente se utilizam de charutos para provocar a descarga espiritual de seu médium e também do seu consulente. Alguns assoviam, outros bradam no ato da incorporação. Costumam ser bastante sérios nos seus conselhos. São considerados, portanto, grandes trabalhadores dos terreiros.
Nomes de alguns caboclos da Umbanda, que trabalham em falanges espirituais, "incorporando" em médiuns nos terreiros.
- Caboclo Sete Alvoradas;
- Caboclo Flecha Certeira;
- Caboclo das Sete Encruzilhadas;
- Caboclo Sete Flechas;
- Caboclo Sete Pedreiras;
- Caboclo Sete Montanhas;
- Caboclo Arranca Toco;
- Caboclo Pena Branca;
- Caboclo Cobra Coral;
- Caboclo Rompe Mato
- Caboclo Tupinambá;
- Caboclo Araribóia;
- Caboclo Tupi-guarani;
- Caboclo Ubirajara peito de aço;
- Caboclo Guaracy;
- Caboclo Tupã;
- Caboclo da Lua;
- Cacique Aimoré;
- Caboclo Cipó;
- Caboclo Arruda;
- Cabocla Jurema;
- Cabocla Juçara;
- Cabocla Jandira;
- Cabocla Jupira;
- Caboclo Sultão das Matas[3]
- Caboclo Ventania